# Emebt Etea
Emebt Etea, née le 11 janvier 1990 à Waliso, est une athlète éthiopienne.

## Carrière
Elle est médaillée de bronze du 1 500 mètres aux Championnats d'Afrique juniors d'athlétisme 2005 en Tunisie. Elle remporte la médaille d'or par équipes aux Championnats du monde de semi-marathon 2012 à Kavarna.